# Malauzat
Malauzat est une commune française, située dans le département du Puy-de-Dôme en région Auvergne-Rhône-Alpes.
La commune est proche de la ville de Riom et fait partie de la communauté d'agglomération Riom Limagne et Volcans. Elle fait aussi partie de l'aire d'attraction de Clermont-Ferrand.

## Géographie

Situation de Malauzat
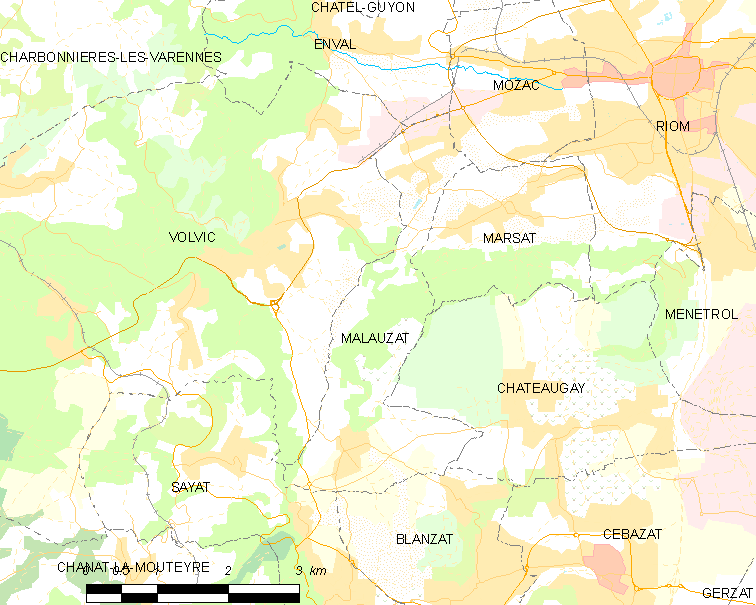
Carte de la commune

### Localisation
La commune de Malauzat est constituée de deux villages principaux : Saint-Genest-l'Enfant (397 m d'altitude) et Malauzat (507 m), qui ne sont reliés par aucune route carrossable. Le dénivelé entre les deux sections communales peut expliquer cette situation ; le puy de Marcoin (561 m) est une barrière naturelle au centre du territoire. Pour se rendre d'un bout à l'autre de la commune, les habitants doivent donc le contourner en passant par la commune voisine de Volvic.
Sept communes sont limitrophes :
| Volvic | Enval    | Mozac, Marsat |
|        | Malauzat | Châteaugay    |
| Sayat  |          | Blanzat       |

### Transports

#### Voies routières

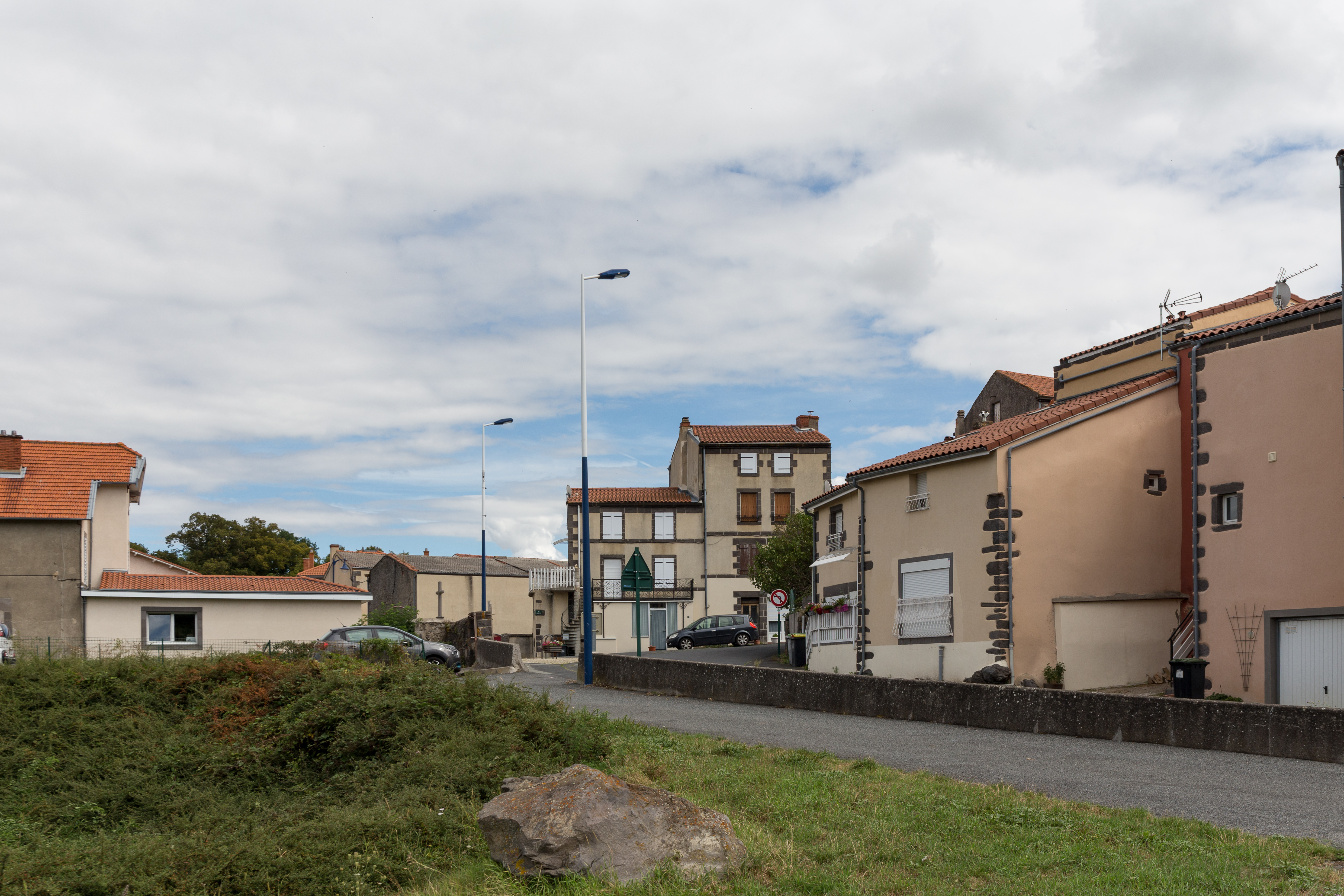
Le bourg traversé par la RD 15.
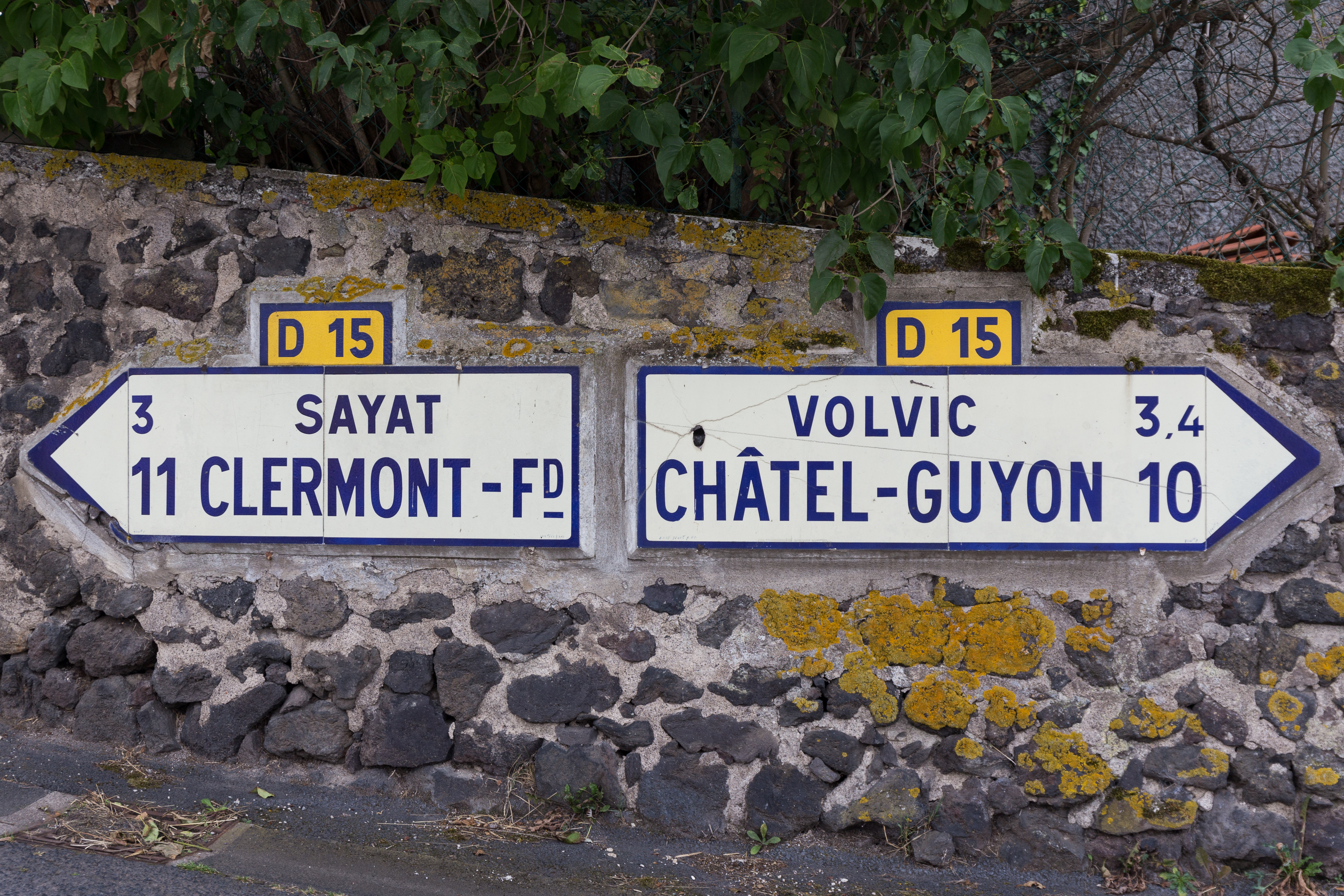
Panneaux routiers de la RD 15 en centre-bourg.

Le chef-lieu de la commune est traversé par les routes départementales 15, reliant Volvic au nord à Sayat au sud, 402, reliant la route de Châteaugay au carrefour avec la RD 796 vers Gerzat, 450 (au sud-ouest de la commune) et 796 (cette dernière empruntant le contournement sud puis continuant vers Blanzat et le quartier des Mauvaises).
Au nord de la commune, passent les RD 83 (liaison de Riom à Volvic) et 405 (desservant le village de Saint-Genest-l'Enfant).

#### Transports en commun
Malauzat est desservie par la ligne P64 du réseau interurbain du Puy-de-Dôme (Cars Région Puy-de-Dôme), géré par la région Auvergne-Rhône-Alpes. Reliant Clermont-Ferrand à Enval, les autocars s'y arrêtent au centre-bourg.
La commune est également desservie par le transport à la demande (TAD) du réseau RLV Mobilités. La commune est desservie par la ligne TAD 2, qui relie Malauzat à Volvic (bourg ou gare) ou à Espace-Mozac, où sont possibles des correspondances avec les lignes régulières du réseau.

### Climat
Pour des articles plus généraux, voir Climat d'Auvergne-Rhône-Alpes et Climat du Puy-de-Dôme.
En 2010, le climat de la commune est de type climat des marges montargnardes, selon une étude du Centre national de la recherche scientifique s'appuyant sur une série de données couvrant la période 1971-2000. En 2020, Météo-France publie une typologie des climats de la France métropolitaine dans laquelle la commune est exposée à un climat de montagne ou de marges de montagne et est dans la région climatique  Nord-est du Massif Central, caractérisée par une pluviométrie annuelle de 800 à 1 200 mm, bien répartie dans l’année.
Pour la période 1971-2000, la température annuelle moyenne est de 10 °C, avec une amplitude thermique annuelle de 15,8 °C. Le cumul annuel moyen de précipitations est de 660 mm, avec 9,2 jours de précipitations en janvier et 7,2 jours en juillet. Pour la période 1991-2020, la température moyenne annuelle observée sur la station météorologique de Météo-France la plus proche, « Sayat_sapc », sur la commune de Sayat à 2 km à vol d'oiseau, est de 11,2 °C et le cumul annuel moyen de précipitations est de 776,1 mm,. Pour l'avenir, les paramètres climatiques de la commune estimés pour 2050 selon différents scénarios d'émission de gaz à effet de serre sont consultables sur un site dédié publié par Météo-France en novembre 2022.

## Urbanisme

### Typologie
Au 1er janvier 2024, Malauzat est catégorisée commune rurale à habitat dispersé, selon la nouvelle grille communale de densité à sept niveaux définie par l'Insee en 2022.
Elle est située hors unité urbaine. Par ailleurs la commune fait partie de l'aire d'attraction de Clermont-Ferrand, dont elle est une commune de la couronne,. Cette aire, qui regroupe 209 communes, est catégorisée dans les aires de 200 000 à moins de 700 000 habitants,.

### Occupation des sols
L'occupation des sols de la commune, telle qu'elle ressort de la base de données européenne d’occupation biophysique des sols Corine Land Cover (CLC), est marquée par l'importance des territoires agricoles (58,6 % en 2018), en diminution par rapport à 1990 (60 %). La répartition détaillée en 2018 est la suivante : prairies (25,3 %), forêts (22,1 %), zones agricoles hétérogènes (18,2 %), zones urbanisées (12,6 %), terres arables (10,9 %), cultures permanentes (4,2 %), mines, décharges et chantiers (3,6 %), zones industrielles ou commerciales et réseaux de communication (2,2 %), milieux à végétation arbustive et/ou herbacée (0,9 %). L'évolution de l’occupation des sols de la commune et de ses infrastructures peut être observée sur les différentes représentations cartographiques du territoire : la carte de Cassini (XVIIIe siècle), la carte d'état-major (1820-1866) et les cartes ou photos aériennes de l'IGN pour la période actuelle (1950 à aujourd'hui).

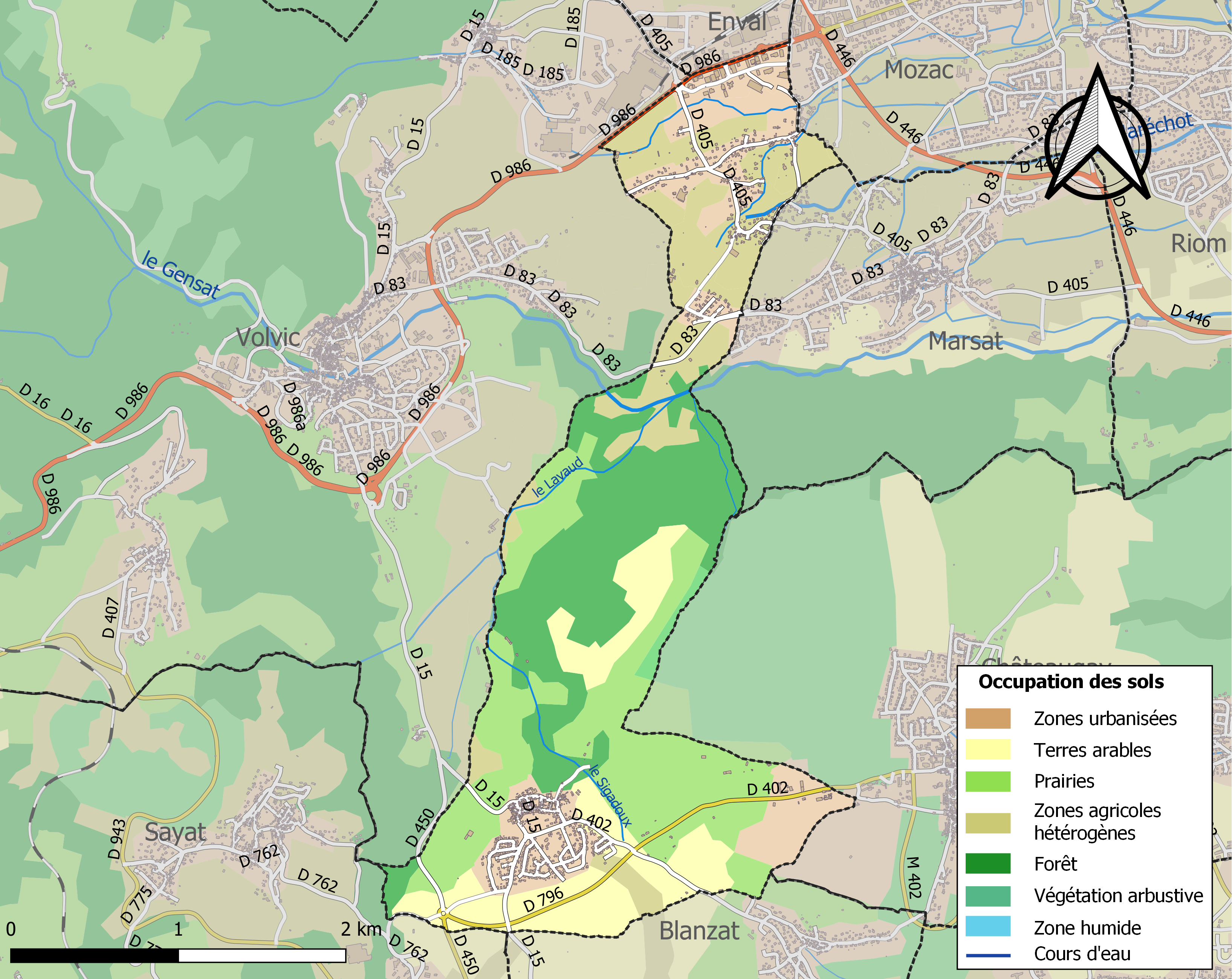
Carte des infrastructures et de l'occupation des sols de la commune en 2018 (CLC).

## Histoire
Saint-Genest l'Enfant était un fief des Murat aux XVIe et XVIIe siècles.
La paroisse de Saint-Genest l'Enfant devient commune en 1790. En 1874, « Saint-Genest l'Enfant » (orthographe alternative de « Saint-Genès l'Enfant ») et Saint-Hippolyte (qui fusionnera en 1972 avec Châtel-Guyon) cèdent une partie du territoire communal pour former Enval ; ledit village « était le point central entre Malozat et Enval ».
Le conseil municipal demandait que le chef-lieu de la commune soit transféré à Malauzat malgré un nombre d'équipements plus important dans l'actuel chef-lieu. Les demandes des 18 février 1877, 5 décembre 1909 (il a même été proposé de renommer le village en « Malozat-Saint-Genest ») et 4 octobre 1925 n'aboutiront pas ; une lettre du préfet du 6 juin 1926 a déclaré que la commune s'appelle « Commune de Malauzat ». Cette dénomination apparaît en 1928.

## Politique et administration

### Administration municipale
Le conseil municipal de Malauzat, réuni en mai 2020 pour réélire le maire sortant, Jean-Paul Ayral, a désigné trois adjoints,.

### Liste des maires
| Période                                  | Période                    | Identité                             | Étiquette | Qualité |
| ---------------------------------------- | -------------------------- | ------------------------------------ | --------- | ------- |
| Les données manquantes sont à compléter. |                            |                                      |           |         |
| 1792                                     | 1808                       | Marien Julien                        |           |         |
| 1808                                     | 1825                       | Antoine-Xavier Aragonnes de Malauzat |           |         |
| 1825                                     | 1826                       | Guillaume Biou                       |           |         |
| 1826                                     | 1830                       | Jean-Marie Neyrou-Desaulnat          |           |         |
| 1830                                     | 1843                       | Jean-Baptiste Marmay-Michellet       |           |         |
| 1843                                     | 1854                       | Jacques Faure                        |           |         |
| 1854                                     | 1874                       | Genest Domas                         |           |         |
| 1874                                     | 1876                       | Jean-Charles Levadoux                |           |         |
| 1876                                     | 1890                       | Martial Auteroche                    |           |         |
| 1890                                     | 1896                       | Jean-Charles Levadoux                |           |         |
| 1896                                     | 1908                       | Marien Julien                        |           |         |
| 1908                                     | 1935                       | Louis Brosson                        |           |         |
| 1935                                     | 1947                       | Pierre Sucheyre                      |           |         |
| 1947                                     | 1959                       | Alexis Mathot                        |           |         |
| 1959                                     | 1977                       | Stéphane Andanson                    |           |         |
| 1977                                     | mars 2001                  | François Mathot                      |           |         |
| mars 2001 (réélu en mai 2020)            | En cours (au 28 mars 2022) | Jean-Paul Ayral                      | DVD       | Cadre   |

### Rattachements administratifs et électoraux
La paroisse de Saint-Genès-l'Enfant, devenue commune, dépendait du canton de Volvic depuis 1790. Celui-ci disparaissant en 1801, la commune est rattachée au canton de Riom-Ouest, jusqu'en mars 2015 ; à la suite du redécoupage des cantons du département, Malauzat est rattachée au canton de Châtel-Guyon. Par ailleurs, la commune dépendait du district de Riom, puis de l'arrondissement de Riom depuis 1801.
Sur le plan judiciaire, Malauzat dépend de la cour d'appel de Riom, du tribunal de proximité de Riom et des tribunaux judiciaire et de commerce de Clermont-Ferrand.

### Intercommunalité
Malauzat faisait partie, jusqu'en 2016, de la communauté de communes Riom-Communauté. Celle-ci a fusionné le 1er janvier 2017 avec les communautés de communes de Limagne d'Ennezat et Volvic Sources et Volcans pour former la communauté de communes Riom Limagne et Volcans, nom révélé au conseil municipal le 24 octobre 2016. Cette communauté de communes est devenue communauté d'agglomération le 1er janvier 2018.
Le conseil municipal a approuvé ce projet de fusion le 30 novembre 2015 et le 21 juin 2016.

### Politique environnementale
La collecte des eaux usées est assurée par le syndicat intercommunal d'assainissement de la région de Riom (SIARR).
La collecte des déchets ménagers est assurée par le syndicat du Bois de l'Aumône (SBA). La déchèterie la plus proche est située à Volvic.

## Population et société

### Démographie
L'évolution du nombre d'habitants est connue à travers les recensements de la population effectués dans la commune depuis 1800. Pour les communes de moins de 10 000 habitants, une enquête de recensement portant sur toute la population est réalisée tous les cinq ans, les populations de référence des années intermédiaires étant quant à elles estimées par interpolation ou extrapolation. Pour la commune, le premier recensement exhaustif entrant dans le cadre du nouveau dispositif a été réalisé en 2007.

En 2022, la commune comptait 1 160 habitants, en évolution de +2,02 % par rapport à 2016 (Puy-de-Dôme : +2,1 %, France hors Mayotte : +2,11 %).
| 1800 | 1806 | 1821 | 1831 | 1836 | 1841 | 1846 | 1851 | 1856 |
| ---- | ---- | ---- | ---- | ---- | ---- | ---- | ---- | ---- |
| 659  | 590  | 598  | 504  | 548  | 537  | 569  | 588  | 588  |

| 1861 | 1866 | 1872 | 1876 | 1881 | 1886 | 1891 | 1896 | 1901 |
| ---- | ---- | ---- | ---- | ---- | ---- | ---- | ---- | ---- |
| 590  | 581  | 598  | 363  | 350  | 330  | 332  | 325  | 340  |

| 1906 | 1911 | 1921 | 1926 | 1931 | 1936 | 1946 | 1954 | 1962 |
| ---- | ---- | ---- | ---- | ---- | ---- | ---- | ---- | ---- |
| 316  | 325  | 255  | 235  | 218  | 208  | 204  | 231  | 254  |

| 1968 | 1975 | 1982 | 1990 | 1999 | 2006 | 2007 | 2012  | 2017  |
| ---- | ---- | ---- | ---- | ---- | ---- | ---- | ----- | ----- |
| 305  | 382  | 488  | 779  | 895  | 958  | 967  | 1 099 | 1 145 |

| 2022  | - | - | - | - | - | - | - | - |
| ----- | - | - | - | - | - | - | - | - |
| 1 160 | - | - | - | - | - | - | - | - |

### Enseignement
Malauzat dépend de l'académie de Clermont-Ferrand. Elle gère une école élémentaire publique.
Hors dérogations à la carte scolaire, les élèves poursuivent leur scolarité au collège Victor-Hugo de Volvic ou au collège Pierre-Mendès-France à Riom puis aux lycées Virlogeux ou Pierre-Joël-Bonté de Riom.

### Sports
La 1re étape du Tour de France Femmes 2023, qui a eu lieu le 23 juillet 2023, est passée par Malauzat.

## Culture locale et patrimoine

### Lieux et monuments

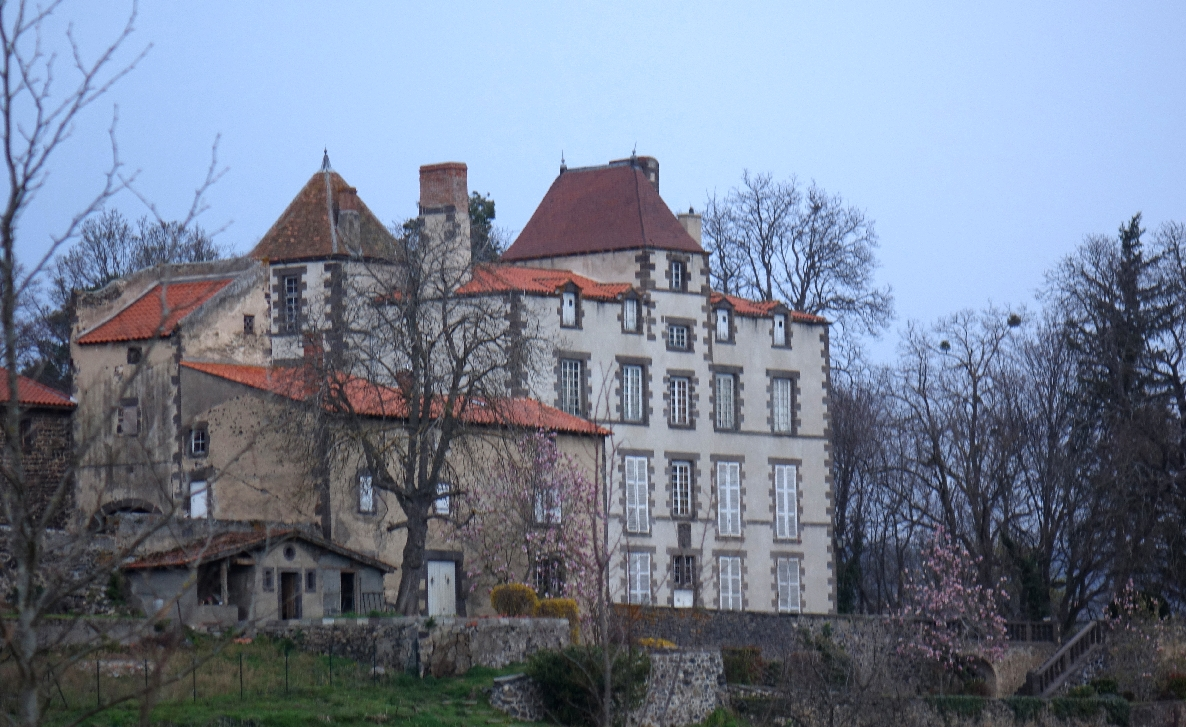
Château de Saint-Genest l'Enfant.
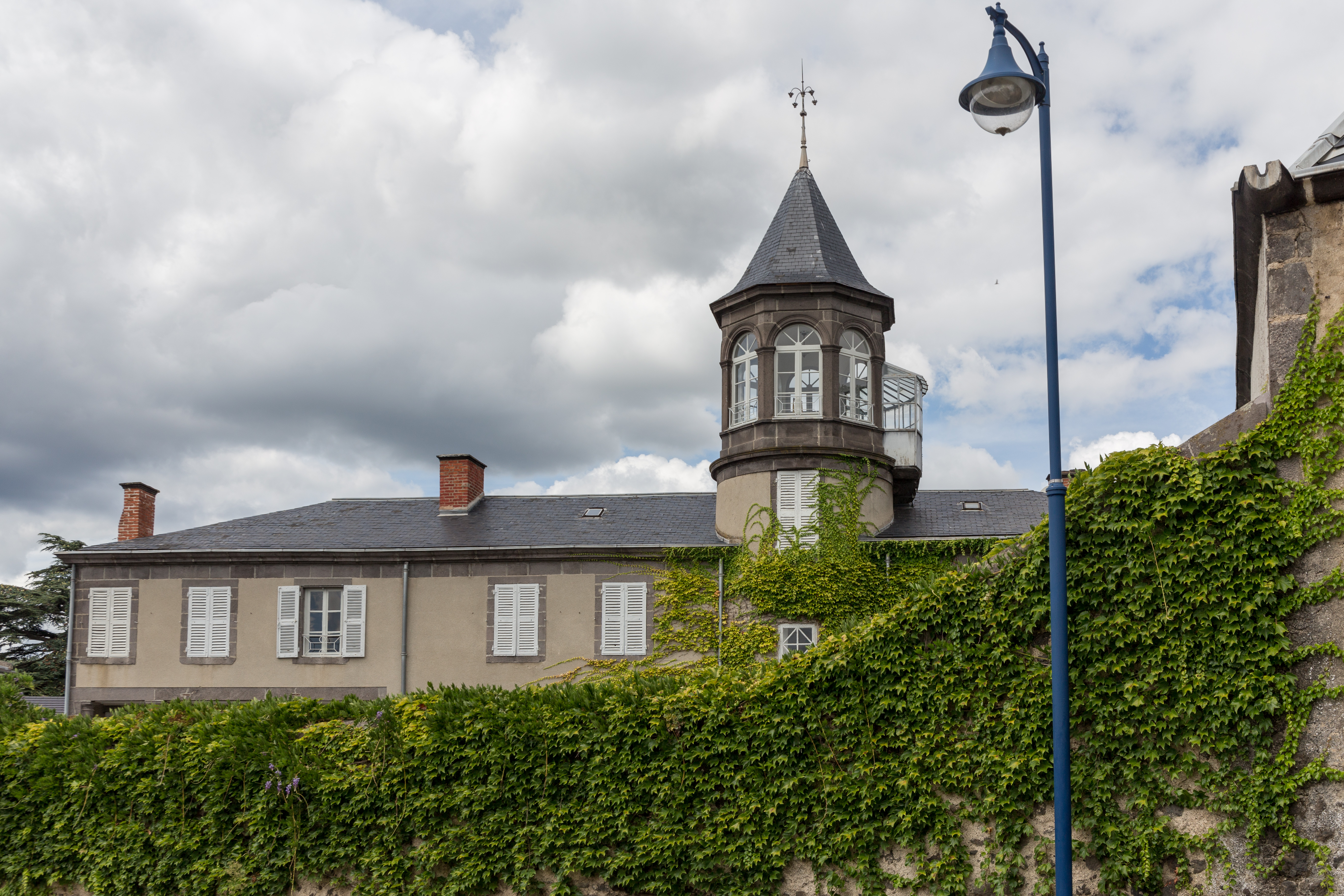
Château de Malauzat.

- Château de Saint-Genest l'Enfant[30].
- Château de Malauzat.

### Pays d'art et d'histoire de Riom
Depuis 2005, la commune de Malauzat est labellisée Pays d'art et d'histoire, et forme avec les communes de Chambaron sur Morge, Enval, Le Cheix-sur-Morge, Marsat, Ménétrol, Mozac, Pessat-Villeneuve, Riom, et Saint-Bonnet-près-Riom, le Pays d'art et d'histoire de Riom. En 2022, le territoire du Pays d'art et d'histoire a été étendu à l'ensemble du territoire de la communauté d'agglomération Riom Limagne et Volcans.